# ARL8A
Protein giống yếu tố ribosyl hóa ADP 8A (tiếng Anh: ADP-ribosylation factor-like protein 8A) là protein ở người được mã hóa bởi gen ARL8A.